# Грч Врх
Грч Врх (словен. Grč Vrh) — поселення в общині Мирна Печ, регіон Південно-Східна Словенія, Словенія.